# ATP Challenger Meran
Der ATP Challenger Meran (offiziell: Merano Challenger) war ein Tennisturnier, das von 1991 bis 1998 jährlich in Meran, Italien, stattfand. Es gehörte zur ATP Challenger Tour und wurde im Freien auf Sand gespielt.

## Liste der Sieger

### Einzel
| Jahr | Sieger             | Finalgegner         | Ergebnis          |
| ---- | ------------------ | ------------------- | ----------------- |
| 1998 | Sláva Doseděl      | Christian Ruud      | 7:6, 7:6          |
| 1997 | Lucas Arnold Ker   | Vincenzo Santopadre | 6:1, 6:4          |
| 1996 | Juan Albert Viloca | Lucas Arnold Ker    | 7:6, 6:4          |
| 1995 | Mikael Tillström   | Younes El Aynaoui   | 6:3, 3:6, 6:3     |
| 1994 | Fabrice Santoro    | Sergio Cortés       | 6:1, 6:0          |
| 1993 | nicht ausgetragen  | nicht ausgetragen   | nicht ausgetragen |
| 1992 | Lars Koslowski     | Roberto Azar        | 6:3, 6:4          |
| 1991 | Frédéric Fontang   | Carlos Costa        | 6:3, 6:3          |

### Doppel
| Jahr | Sieger                          | Finalgegner                       | Ergebnis          |
| ---- | ------------------------------- | --------------------------------- | ----------------- |
| 1998 | Pablo Albano Nicolás Lapentti   | Giorgio Galimberti Massimo Valeri | 6:1, 6:1          |
| 1997 | Mariano Hood Sebastián Prieto   | Cristian Brandi Filippo Messori   | 6:1, 4:6, 7:6     |
| 1996 | João Cunha e Silva Nuno Marques | Cristian Brandi Filippo Messori   | 6:1, 6:4          |
| 1995 | Cristian Brandi Igor Gaudi      | Giorgio Galimberti Federico Rovai | 7:6, 6:3          |
| 1994 | Tomas Nydahl Simon Youl         | Emanuel Couto João Cunha e Silva  | 6:4, 4:6, 6:4     |
| 1993 | nicht ausgetragen               | nicht ausgetragen                 | nicht ausgetragen |
| 1992 | Sander Groen David Prinosil     | Lionel Barthez Aloïs Beust        | 6:4, 6:4          |
| 1991 | Carlos Costa Christian Miniussi | Josef Čihák Tomáš Anzari          | 6:3, 6:3          |